# Flatheads and Flivvers
Flatheads and Flivvers (o Slop Heads and Slivers) è un cortometraggio muto del 1917 diretto da Lawrence Semon (Larry Semon).

## Produzione
Il film fu prodotto dalla Vitagraph Company of America.

## Distribuzione
Distribuito dalla Greater Vitagraph (V-L-S-E), il film - un cortometraggio in una bobina - uscì nelle sale cinematografiche statunitensi il 9 aprile 1917.
Ne venne fatta una riedizione che fu distribuita sul mercato americano il 5 gennaio 1920.
Non si conoscono copie ancora esistenti della pellicola che viene considerata presumibilmente perduta.